# Гільєрмо Моліна
Гільєрмо Моліна (ісп. Guillermo Molina, 16 березня 1984) — іспанський ватерполіст.
Учасник Олімпійських Ігор 2004, 2008, 2012 років.
Чемпіон світу з водних видів спорту 2001 року, призер 2007, 2009 років.